# 宇垣工作

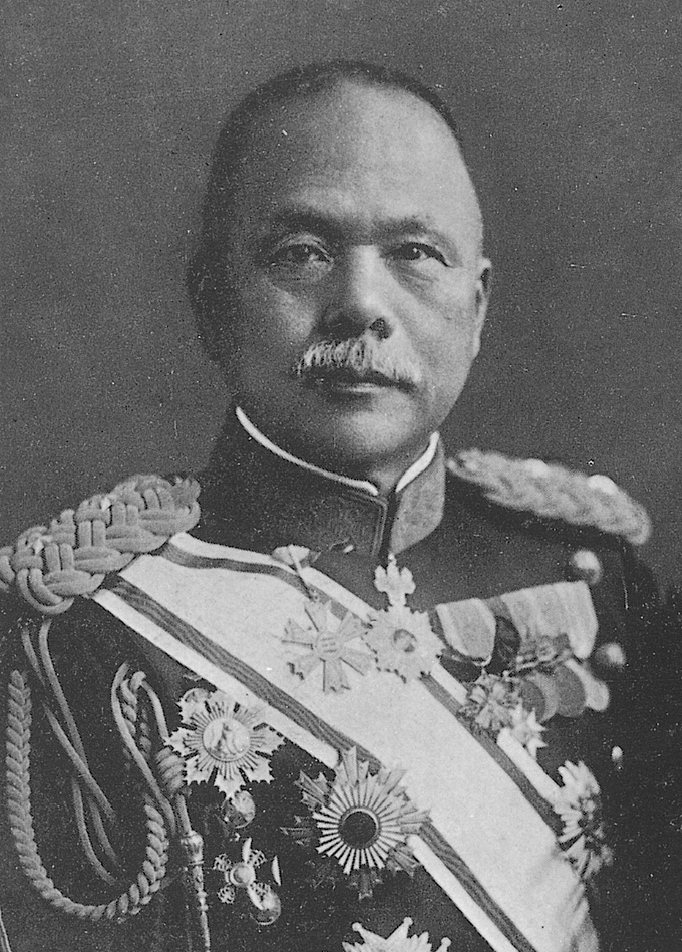
宇垣一成

宇垣工作（うがきこうさく）とは、日中戦争打開のために、1938年5月から始まった第1次近衛内閣の外務大臣宇垣一成（大日本帝国陸軍大将）による和平工作である。イギリスの仲介によるこの工作は失敗し、同年9月の宇垣の外相辞任につながった。

## 経緯

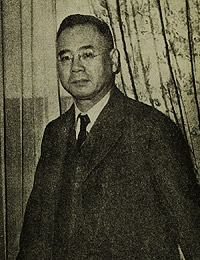
石射猪太郎

1937年（民国26年、昭和12年）7月7日の盧溝橋事件をきっかけに、日中戦争（支那事変）が始まった。事変初期段階での収拾に失敗した近衛文麿首相は、1937年11月から12月にかけてのトラウトマン工作（駐華ドイツ大使オスカー・トラウトマンの名にちなむ）の失敗を受け、軍部の強硬論の影響もあって、1938年1月、「爾後国民政府ヲ対手トセズ」（今後、蔣介石の国民政府を交渉相手にしない）という趣旨の近衛声明（第一次）を発表し、和平の可能性をみずから断ち切ってしまった。日中戦争の泥沼化が懸念されるなか、事態を憂慮していた宇垣一成は、1938年5月の近衛内閣改造の際、広田弘毅の後任の外務大臣としての入閣を請われると、日中和平交渉の開始や「対手とせず」方針の撤回を条件に就任した。この内閣改造は、宇垣外相によって事変の終結をはかることをねらいとしており、新任の陸軍大臣を不拡大派の板垣征四郎（石原完爾の人脈）としたのも同様の意図にもとづいていた。内閣改造後の近衛は、「自分も広田も、あまりに蔣政権打倒ということを徹底的に言い過ぎた」「自分が（首相を）辞めて、宇垣にやってもらいたい」と周囲に洩らしていたという。外務省東亜局長の石射猪太郎は就任まもない宇垣に「何とぞ大臣のお力で「国民政府ヲ対手トセズ」を乗り切っていただきたい」と和平への努力を要望し、宇垣もそれに賛意を示した。

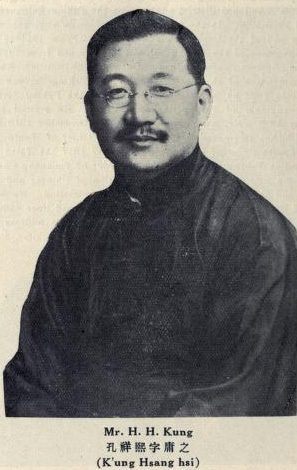
孔祥熙

外相に就任した宇垣は、早々に近衛声明の再検討を表明し、駐日英国大使のロバート・クレイギーや駐華英国大使アーチボルド・クラーク・カーなどを介し、中村豊一香港総領事を通じて孔祥熙国民政府行政院長、孔の秘書喬輔三らと極秘に接触し、蔣介石政権側からの現実的な和平条件引き出しに成功した。しかし、これら宇垣による工作は、陸軍の出先や石原系をのぞく陸軍革新派の強い反対を受けた。また、近衛首相は蔣介石の下野など和平条件吊り上げの姿勢を見せ、第一次近衛声明も維持された。出先陸軍は北京（当時は北平）や南京に対日協力政権を樹立させ、6月には武漢作戦・広東作戦を発令して戦線を拡大しており、国内では、興亜院の設置を働きかけ、対中外交の主導権を外務省から奪うことを画策、近衛首相もこれに賛成した。こうして、近衛首相からも梯子を外された形となり、1938年9月、宇垣は外相を辞任した。宇垣は石射に「事変の解決を、自分に任せるといっておきながら、今に至って私の権限を削ぐような近衛内閣に留まり得ないのだ」と語ったという。 石射猪太郎もまた宇垣大臣の輔弼が不充分であった責を感じ、東亜局長を辞任した。なお、宇垣は在任中に発生したソビエト連邦との国境紛争（張鼓峰事件）を外交交渉によって停戦させている。

## 評価
宇垣の外相在任中には、牛場信彦らいわゆる「革新派」（日独伊三国同盟推進派）とされる若手外交官が宇垣宅を訪問して対中強硬論を唱え、「革新派のリーダー白鳥敏夫を次官就任に」と訴えて連判状をたたきつける「事件」も発生しているが、外務省内のこうした路線対立も宇垣の指導力発揮を困難なものにしていたと考えられる。また、上述のように宇垣は、首相や外務省からのサポートが充分にないなかで、工作の成果もあげられないまま辞任に至ったが、目下の課題を実務的に処理する姿勢は堅実なものであったと評価されている。
大杉一雄は、宇垣が国民政府から引き出した条件は後の日米交渉に比べてはるかに有利なものであるのはもちろん、交渉ルートが確実に国民政府中枢と通じた「筋の良い」ものであったこと、相互の信頼関係の存在などから、その後様々な形で行われた日中和平の試みのなかでも最も実現性が高く貴重なものであったとの評価を下している。大杉自身はまた、このように宇垣外交を高く評価するがゆえに、途中で外務大臣職を投げ出したことを「無責任」と厳しく批判するとともに、真意のはっきりしない突然の外相辞任を「昭和史の謎」の一つとしている。
満州事変以来の日本外交を厳しく批判していた外交評論家の清沢洌も宇垣外交を高く評価しており、「日本は久々に外交を持った。外交官ではない人物によって」と評している。
問われるべきは近衛文麿の姿勢であるが、宇垣工作とは別個に、蔣介石に次ぐ国民政府のナンバー2である汪兆銘との間に極秘裡に工作（汪兆銘工作）が進んでいたことも、その言動の振幅に大きな影響をあたえたものと考えられる。